# Brok (gmina)
Pour les articles homonymes, voir Brok (homonymie).
Brok est une gmina urbaine-rurale (gmina miejsko-wiejska) ou mixte de la powiat d'Ostrów Mazowiecka, dans la Voïvodie de Mazovie, dans le centre-est de la Pologne.
Son siège administratif (chef-lieu) est la ville de Brok, qui se situe environ 12 kilomètres au sud d'Ostrów Mazowiecka (siège de la powiat) et 79 kilomètres au nord-est de Varsovie (capitale de la Pologne).
La gmina couvre une superficie de 110,21 km2 pour une population de 2 843 habitants en 2006 avec une population de 1 859 habitants pour la ville de Brok et une population de la partie rurale de la gmina de 984 habitants.

## Histoire
De 1975 à 1998, la gmina est attachée administrativement à la voïvodie d'Ostrołęka.

Depuis 1999, elle fait partie de la voïvodie de Mazovie.

## Géographie
Outre la ville de Brok, la gmina inclut les villages et localités de :

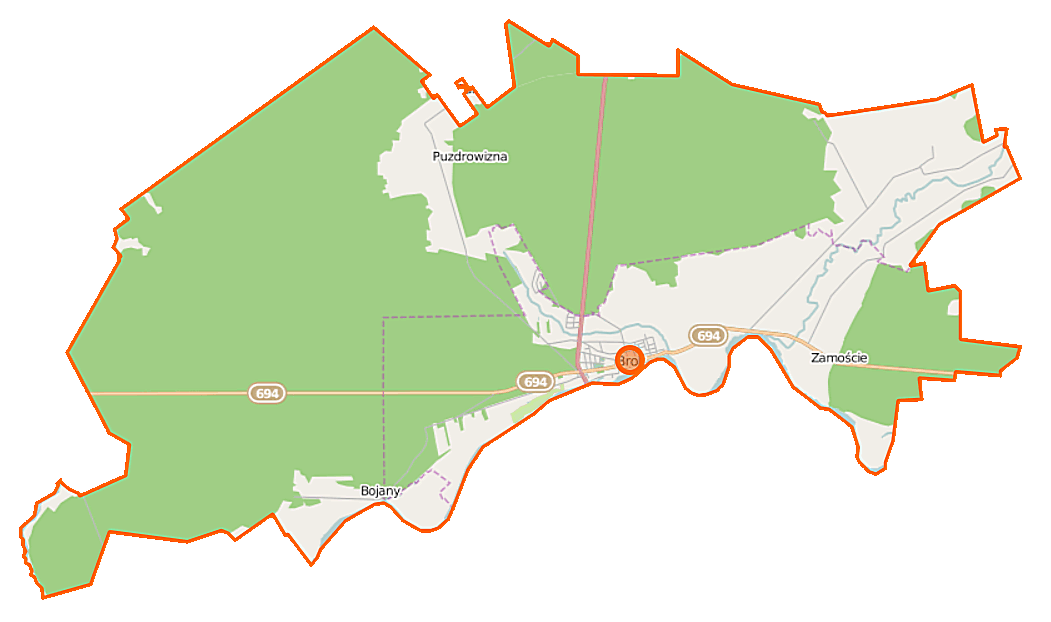
Plan de la gmina

- Bojany
- Laskowizna
- Nowe Kaczkowo
- Puzdrowizna
- Stare Kaczkowo

### Gminy voisines
La gmina de Brok est voisine des gminy suivantes :
- Brańszczyk
- Małkinia Górna
- Ostrów Mazowiecka
- Sadowne

## Structure du terrain
D'après les données de 2002, la superficie de la commune de Brok est de 110,21 km2, répartis comme tel :
- terres agricoles : 20%
- forêts : 71 %

La commune représente 9 % de la superficie du powiat.

## Démographie
Données du 30 juin 2004 :
| Description        | Total  | Total | Femmes | Femmes | Hommes | Hommes |
| ------------------ | ------ | ----- | ------ | ------ | ------ | ------ |
| Unité              | Nombre | %     | Nombre | %      | Nombre | %      |
| Population         | 2 869  | 100   | 1 431  | 49,9   | 1 438  | 50,1   |
| Densité (hab./km²) | 26     | 26    | 13     | 13     | 13     | 13     |